# نورول هلدینگ
نورول هلدینگ (انگلیسی: Nurol Holding) شرکت هلدینگ ترک است، که در سال ۱۹۸۹ تأسیس شد.